# Anastrepta orcadensis
Anastrepta es un género monotípico de musgos hepáticas perteneciente a la familia Anastrophyllaceae. Su única especie es: Anastrepta orcadensis. Se distribuye por Asia oriental en China, Rusia y Japón

## Taxonomía
Anastrepta orcadensis fue descrita por (Hook.) Schiffn. y publicado en Hepaticae . . . aus Engler-Prantl, Die naturlichen Pflanzenfamilien 85. 1893.
Sinonimia
- Jungermannia orcadensis Hook.